# Тюлери (град, Калифорния)
Тюлери (на английски: Tulare) е град в окръг Тюлери, щата Калифорния, САЩ. Тюлери е с население от 63 855 жители (по приблизителна оценка от 2017 г.) и обща площ от 43,2 km². Намира се на 88 m надморска височина. ЗИП кодовете му са 93274 – 93275, а телефонният му код е 559.